# معركة مرسيليا
معركة مرسيليا هي معركة حضرية في الحرب العالمية الثانية وقعت في الفترة من 21 إلى 28 أغسطس 1944 وأدت إلى تحرير مدينة مرسيليا على يد القوات الفرنسية الحرة تحت قيادة الجنرال «جان دي لاتر دي تاسيني» . كانت العملية جزء من غزو الحلفاء لجنوب فرنسا في عملية «دراجون» في 15 أغسطس 1944 من قبل الجيش السابع للولايات المتحدة ، بدعم كبير من الجيش الفرنسي الأول.

## خلفية
إلى جانب ميناء مدينة طولون (الميناء الرئيسي للبحرية الفرنسية) كان ميناء مرسيليا هدفا حيوياً.  :88 حيث يربط الميناء ومرافقه والسكك الحديدية والطرق بوادي «الرون» ، وكانت السيطرة عليه أمر ضروري لتحرير جنوب فرنسا وهزيمة القوات الألمانية في نهاية المطاف. فبعد عملية أوفرلورد الناجحة (إنزال النورماندي)، تحول الاهتمام نحو الجنوب، حيث كانت معظم الموانئ في الشمال غير صالحة للاستخدام، أو كانت شديدة التحصين (على سبيل المثال: شيربورج ، بريست ، لوريان ، سان نازير)، مما جعل الاستيلاء على الموانئ الفرنسية في مرسيليا وتولون والسيطرة عليها جذابًا للقيادة العسكرية للحلفاء بشكل متزايد.  وبالإضافة إلى ذلك، ضغط القادة الفرنسيون من أجل غزو جنوب فرنسا. أخيرًا، في 14 يوليو، تمت الموافقة على عملية دراجون من قبل رؤساء أركان قوات الحلفاء المشتركة .   تم وضع خطة العملية خلال غزو الحلفاء لجنوب فرنسا في عملية دراجون في 15 أغسطس من قِبل الجيش السابع للولايات المتحدة تحت قيادة الجنرال «باتش» ، بدعم من الجيش الفرنسي الأول الذي بدأ الانزال في 16 أغسطس. أعطى باتش الأمر للجنرال «جان دي لاتر» بالاستيلاء على مدينتي طولون ومرسيليا ، والتي كان من المقرر مهاجمتها في وقت واحد.

## الدفاعات
تركزت الدفاعات الألمانية على وحدات مشاة ثابتة تقريبًا، تحرس المناطق الساحلية، مع وجود فرقة بانزر الحادية عشرة كاحتياط.
في مرسيليا، كانت فرقة المشاة 244 (الفيرماخت) العنصر الرئيسي في الدفاع، وتضم ثلاثة أفواج جرينادير، الـ 932 و933 و934 بالإضافة إلى فوج مدفعية.  :112–3
قدمت النقاط الدفاعية السابقة للجيش الفرنسي، بما في ذلك بطاريات المدفعية البحرية الكبيرة، دفاعًا معقولًا باتجاه البحر. تم تعزيز الدفاع في اتجاه البر بالألغام وحفر «حُفر الأسلحة» والخنادق وعوائق الدبابات.  :77
في 20 أغسطس، أغرق الألمان السفن التي كانت في الميناء: ناقلة واحدة، وسفينة مد كابلات، وثلاث سفن ركاب، و20 سفينة شحن. 

## المقاومة

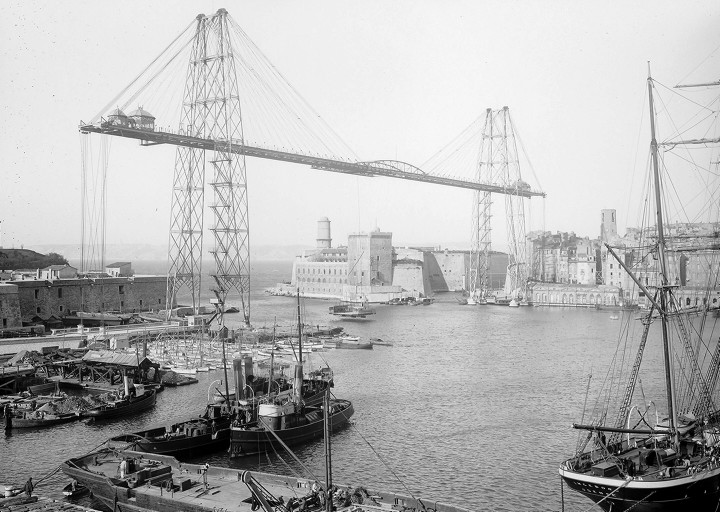
جسر النقل مرسيليا

كانت مرسيليا تحوي حركتي مقاومة رئيسيتين، التحالف غير الشيوعي المعروف باسم حركة المقاومة الموحدة (MUR) الذي ضم 800 رجل، والحزب الشيوعي الفرنسي Francs-Tireurs et Partisans (FTP) الذي ضم 2,000 رجل.  :95كان «جاستون ديفيري» شخصية بارزة في MUR بالإضافة إلى ترأسه لشبكة استخبارات الحلفاء. اتبع كل من MUR والحلفاء سياسة عدم تسليح الجماعات الشيوعية. وفي فبراير 1944، أدى إنشاء قوات الداخل الفرنسية (FFI) إلى دمج المجموعتين نظريًا، لكنهما ظلتا متعارضتين مع بعضهما البعض حتى تم استيعاب قوات الداخل الفرنسية في الجيش الفرنسي النظامي.